# Corrosion sous contrainte
 (juin 2022).

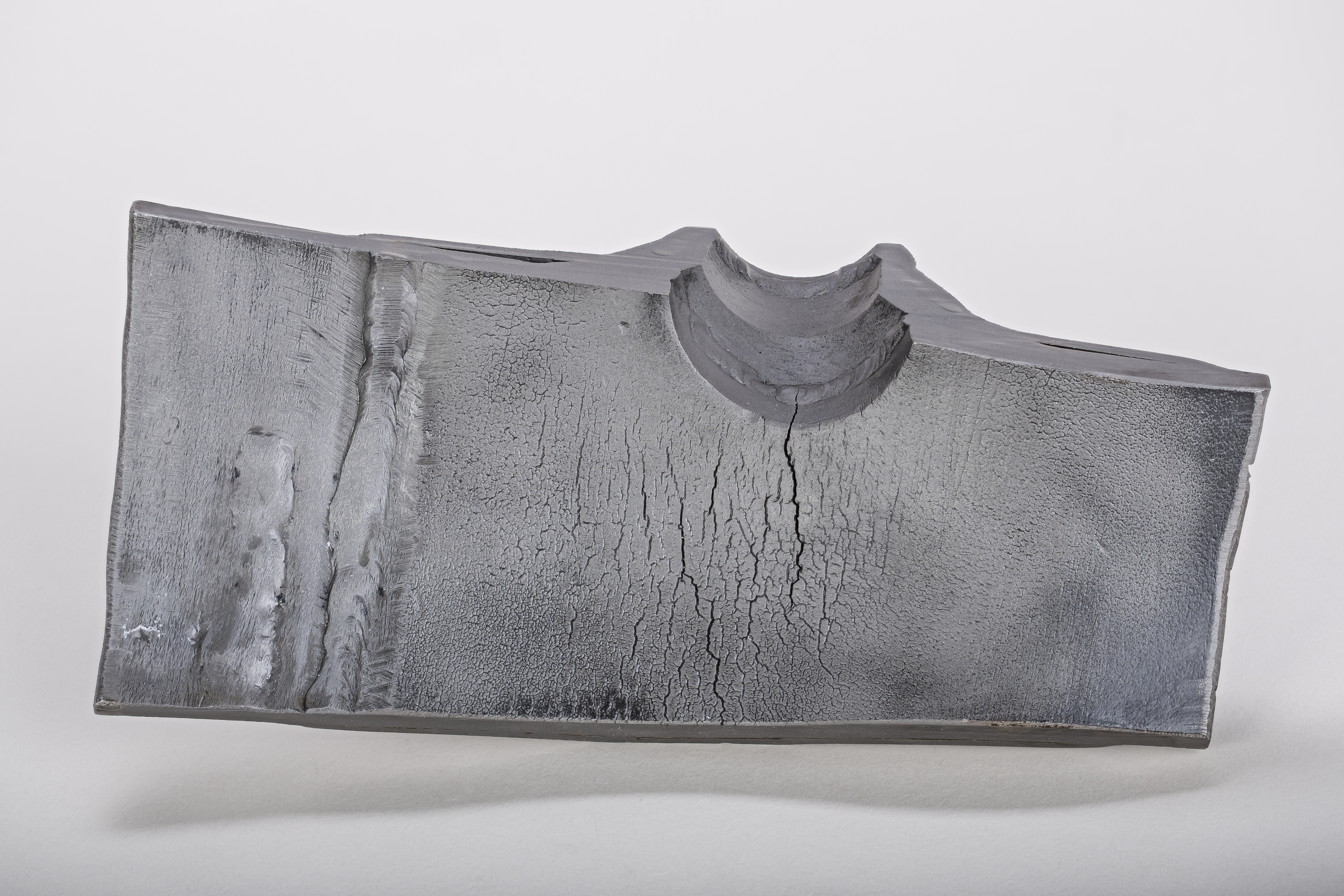
Exemple de fissuration par corrosion sous contrainte causée par la tension exercée par un collier de renforcement soudé de façon inadéquate. Trois facteurs (milieu, matériau et mécanique) sont généralement simultanément en cause.

La corrosion sous contrainte (ou CSC) d'un métal ou d'un alliage résulte généralement de l'action conjuguée de trois facteurs :
- une contrainte mécanique en tension (contrainte résiduelle ou appliquée) ;
- un milieu environnant agressif ;
- un matériau sensible au phénomène de CSC, au moins dans certaines conditions.

Dans le domaine de l'industrie nucléaire, l'acronyme PWSCC est parfois utilisé, pour Primary water stress-corrosion cracking, que l'on peut traduire par « corrosion sous contrainte en milieu primaire ».
La CSC est un phénomène particulièrement insidieux : initialement très discret, il est ensuite difficile d'en prévoir la vitesse et l'intensité. Il est redouté car il peut aboutir à une défaillance soudaine et « catastrophique » du matériau (et ce, à une valeur bien inférieure à sa limite de résistance mécanique normale).

## Condition d'apparition et de développement
Il est généralement estimé que trois conditions doivent être synergiquement réunies pour qu'il y ait apparition (puis diffusion) d'un phénomène de corrosion sous contrainte, :
- contrainte mécanique (appliquée ou résiduelle, c'est-à-dire faisant par exemple suite à une soudure, le cintrage, l'écrouissage, ou le laminage à froid du matériau) ;
- condition physicochimique agressive du milieu : température (qui peut de plus être source de chocs thermiques, de phénomènes de dilatation ou de rétraction, et de variation de pression du milieu) ; potentiel hydrogène ; composition du milieu et éventuelle irradiation (neutronique, à haute énergie)[5] ;
- sensibilité du matériau à la corrosion sous contrainte (dans certaines conditions de contraintes et de milieu).

Par exemple, une « corrosion sous contrainte chlorure » peut se produire « dans les aciers inoxydables austénitiques sous contrainte de traction en présence d'oxygène, d'ions chlorure et à haute température. C'est l'une des formes les plus importantes de corrosion sous contrainte qui concerne l'industrie nucléaire ».
D'autres conditions augmentant la probabilité d'apparition de fissures par CSC ou augmentant leur vitesse de croissance sont par exemple le type et la forme du matériau (design de l'installation), la fluence (sous irradiation neutronique), la teneur en carbone de l'acier (le cas échéant), le type de procédure de soudage…
La direction générale de propagation des fissures est perpendiculaire à la plus grande contrainte (résiduelle ou subie par le matériau au moment du phénomène).

## Initiation et propagation
L'évolution de la fissuration par corrosion sous contrainte se fait en deux ou trois étapes : incubation, initiation (intra- ou intergranulaire) puis propagation.
Durant la période d'« incubation » et d'amorçage, la fissure peut être petite voire infime et ne pas se propager, même lorsque les conditions mécaniques requises pour une propagation sont présentes. Les fissures ne se propagent que lorsque la contrainte en traction est supérieure à un certain seuil (contrainte limite de rupture), qui dépend de la sensibilité du matériau et du milieu aqueux agressif environnant. Au-delà, la vitesse de propagation augmente avec la contrainte.
La détection de la CSC est donc très difficile. Avant la phase de propagation de fissures, elle peut facilement passer inaperçue.

## Moyens de détection

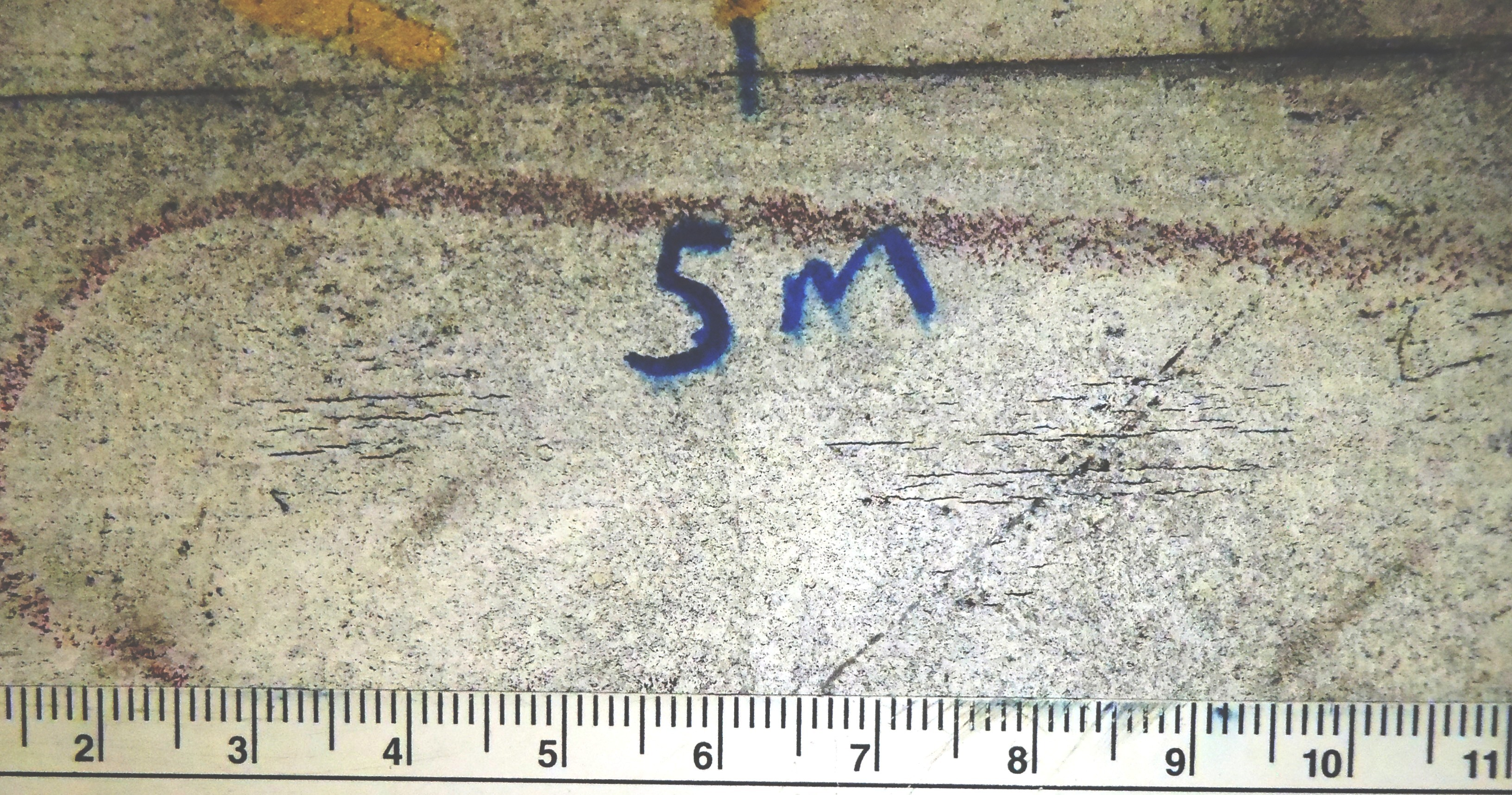
Surface en acier présentant des fissures de corrosion sous contrainte. Deux groupes de petites lignes noires ont ici été rendus visibles grâce à un traitement préalable avec des microparticules magnétiques s'accumulant aux lèvres des fissures.
(Échelle en centimètres.).

La corrosion sous contrainte devient visuellement détectable à partir d'un certain stade. Elle peut cependant être cachée, sous la peinture, à l'intérieur d'un tuyau ou autre objet métallique concerné, ou parfois sous une gaine d'isolant thermique.
Le contrôle par ultrasons permet une détection non invasive d'indices de corrosion et de fissuration induites, mais ne renseigne pas sur la profondeur, les caractéristiques physicochimiques, l'étendue ni la vitesse du phénomène. Elle peut être rendue difficile ou impossible dans certaines configurations. L'étude ou la confirmation du phénomène, notamment de la fissuration, se font donc généralement dans un laboratoire spécialisé, par des moyens d'observation physique, ce qui peut impliquer le démontage préalable partiel ou la dépose d'un élément à étudier.

## Rôle de la contrainte mécanique
La contrainte mécanique de traction en jeu dans le phénomène de corrosion sous contrainte peut être d'origine résiduelle (cintrage, écrouissage, laminage à froid, soudage…), thermique (dilatation), ou inhérente à la fonction d'une installation comme pour la pression (récipients sous pression, gazoducs, oléoducs, coques de sous-marin… ) ou la traction (câbles de ponts suspendus, structures de soutènement… ). Ce type de corrosion, particulièrement pernicieux et dangereux pour les installations, se caractérise par l'apparition de fissures intergranulaires ou transgranulaires dont la direction générale de propagation est perpendiculaire à la contrainte principale.
Les contraintes en tension (traction) sont particulièrement néfastes pour la corrosion du matériau car elles ouvrent les fissures naissantes et facilitent de ce fait l'accès des surfaces des fissures à l'environnement agressif (généralement une solution aqueuse), tandis que les contraintes en compression referment les fissures et protègent ainsi la surface du matériau fissuré du contact avec le milieu agressif.
Les conditions de fatigue, par exemple par chargement cyclique, peuvent altérer les propriétés de l'acier et favoriser l'initiation de fissures intergranulaires.

## Rôle de l'environnement physicochimique
Un environnement agressif est nécessaire pour l'apparition et l'entretien de ce type de corrosion. Son rôle est encore mal compris, car des taux minimes en certaines espèces chimiques très actives en corrosion localisée comme les chlorures (corrosion par piqûres) et les espèces réduites du soufre (sulfure d'hydrogène, sulfures, thiosulfates, ions polythionates), suffisent à produire une fissuration catastrophique, pouvant conduire à une défaillance soudaine et dévastatrice.
L'acier inoxydable austénitique sensibilisé souffre de fissuration par corrosion sous contrainte dans les solutions aqueuses de tous les anions halogénures (F−, Cl−, Br− et I−), les chlorures semblant être les plus agressifs.
La présence d'hydrogène (H2 moléculaire et surtout H• atomique) dans le milieu peut causer une fragilisation par l'hydrogène (stress corrosion cracking, SCC).
Le sulfure d'hydrogène (H2S) est également un « poison » empêchant la recombinaison de l'hydrogène atomique H• en H2 moléculaire et favorisant sa diffusion dans les métaux, est un cas particulièrement aigu qui affecte l'industrie pétrogazière exploitant des gisements d'hydrocarbures riches en hydrogène sulfuré. Le terme anglais attribué à ce dernier phénomène est celui de sulfide stress cracking (en), qui pourrait se traduire par « corrosion sous contrainte induite par les sulfures ».

### Corrosion sous contrainte assistée par irradiation (IASCC)
Il est démontré que l'irradiation neutronique à haute énergie (telle qu'elle a lieu dans le cœur d'un réacteur à eau légère ou à eau lourde) augmente la susceptibilité à la fissuration par corrosion sous contrainte (SCC) des aciers inoxydables, y compris austénitiques.
Les mécanismes de fragilisation en cause sont complexes et encore mal compris. Probablement liés à des synergies entre les effets conjoints de contraintes physiques, de l'irradiation et de la corrosion, ils font l'objet d'études sur les inox utilisés dans le secteur nucléaire. Même non sensibilisés, ces inox se montrent sujets à une fissuration intergranulaire après une longue irradiation neutronique, un phénomène préoccupant observé sur plusieurs composants internes et sur la cuve de certains réacteurs à eau bouillante (REB).
Des indices laissent penser qu'un alliage enrichi en chrome ou en silice limiterait l'IASC alors que le taux de carbone ou d'azote serait sans effet ; d'autres sources concluent qu'un acier à bas taux de carbone résiste mieux au fluage (ex. : inox de types 304L et 316L).

## Rôle de la nature du métal ou de la composition de l'alliage
La nature du métal ou la composition de l'alliage déterminent la nature, la composition, la porosité, la densité et l'épaisseur de la couche d'oxydes qui se forment à la surface du métal et le protègent.
Les aciers inoxydables (alliages à base de fer, de symbole Fe)), contiennent du chrome (Cr), à minima 11 %[réf. souhaitée], et souvent du nickel (Ni). Leurs teneurs en Cr et Ni conditionnent les caractéristiques de la couche d'oxyde protectrice et sa perméabilité aux agents agressifs (O2, H2, H•, H+, et ions).

### Cas particulier des aciers inoxydables
Pour les teneurs de chrome élevées dans un acier inoxydable Cr/Ni, il se forme de l'oxyde de chrome(III) (Cr2O3) protecteur alors que pour quelques pourcents de chrome seulement dans l'alliage, Ni(OH)2, moins protecteur, se forme préférentiellement.
La dimension des cristallites, leur orientation, les joints de grains, les dislocations, les défauts cristallins et la présence de carbures, de nitrures, ou d'hydrures au sein de la structure cristalline du matériau sont également des éléments importants pour sa sensibilité à la corrosion sous contrainte et qui dépendent directement de la nature et de la mise en œuvre du matériau (procédé de fabrication, soudage, traitements thermiques…).
Le taux de carbone des aciers inox austénitiques et la présence, ou non, d'additions stabilisantes comme le niobium (Nb) ou le titane (Ti) sont également importants : si ce taux de carbone est trop élevé, il se forme du carbure de chrome aux dépens de l'oxyde de chrome(III) protecteur qui constitue essentiellement la couche d'oxyde imperméable passivant la surface des aciers inoxydables. Et quelques centaines de ppm (mg/kg = 10−6) de niobium ajouté à l'acier lors de sa fabrication peuvent suffire à piéger de faibles teneurs en carbure et en nitrure interstitiels sous forme de carbure et de nitrure de niobium, améliorant considérablement les propriétés mécaniques de l'acier et sa résistance à la corrosion. Pour pouvoir résister à la corrosion sous contrainte, les aciers inoxydables AISI 304 et AISI 316 doivent être bas carbone (low carbon) d'où le suffixe L qui leur est alors ajouté. L'abaissement de la teneur en carbone de l'acier inoxydable permet de minimiser la précipitation de carbures de chrome comme Cr23C6 (un atome de carbone accapare à lui seul de près de quatre atomes de chrome protecteur) lorsque l'acier est porté à haute température, notamment au moment d'un soudage.
En effet, la sensibilisation des aciers inoxydables se produit par leur exposition à des températures élevées pendant le soudage, le traitement thermique ou les conditions de service, provoquant une précipitation de carbure de chrome aux joints de grains et un appauvrissement en chrome (déchromisation) dans les zones proches des joints de grains, favorisant ainsi l'attaque intergranulaire (IG) et la fissuration par corrosion sous contrainte intergranulaire (IGSCC).
Des traitements thermiques appropriés (trempe très rapide) peuvent également être mis en œuvre pour limiter la formation délétère de carbure de chrome au droit des soudures. Lors de la perte locale de l'oxyde de chrome par précipitation de carbure de chrome, des zones anodiques (réaction d'oxydation) se forment à cet endroit dans l'acier et le fer métallique (Fe0) de l'alliage se dissout sous forme d'ions ferreux (Fe2+). Simultanément, des zones cathodiques (réaction de réduction) se forment dans des régions avoisinantes où l'oxygène (O2) (conditions oxiques) ou les protons (H+) de l'eau (conditions anoxiques) sont réduits. Il s'ensuit une corrosion galvanique localisée (formation d'une pile électrique).
Réaction d'oxydation à l'anode: Fe → Fe2+ + 2 e−
Réaction de réduction à la cathode: 2 H+ + 2 e− → 2 H•
Une partie des atomes d'hydrogène atomique (H•) naissants diffusent ensuite dans le métal et se concentrent au niveau de défauts cristallins ou de dislocations. Ils se recombinent alors sous forme d'hydrogène moléculaire (H2) et des bulles gazeuses se forment dans le métal. Ces bulles exercent des pressions très élevées qui mettent sous tension (contrainte de traction) le métal qui se fissure ou se délamine avec parfois apparition de cloques en surface (blistering). C'est le phénomène de fragilisation par l'hydrogène (hydrogen embrittlement).

## Mécanismes
Différents mécanismes sont avancés pour expliquer la propagation des fissurations par corrosion dans les métaux et les alliages métalliques sous contraintes. Les phénomènes incriminé concernent des couplages mécanoélectrochimiques.

### Fragilisation par l'hydrogène
La fragilisation par l'hydrogène est, historiquement, le premier mécanisme identifié.
L'hydrogène, généralement produit par corrosion aqueuse (provenant de la réduction des protons (ions H+ ou H3O+) de l'eau) ou introduit lors d'opérations de soudage mal maîtrisées (baguettes de soudage à l'arc humides ou mal séchées préalablement à l'étuve et thermolyse de l'eau avec production d'hydrogène atomique), se déplace dans le métal sous forme monoatomique. Il se concentre dans les zones de fortes contraintes triaxiales (en pointe de fissure) et abaisse l'énergie de cohésion du réseau cristallin de l'alliage métallique. C'est ainsi que la fissure ou le défaut initial peut se propager périodiquement à des niveaux de contraintes inférieurs à celui de la limite mécanique du matériau.
Si ce mécanisme est pertinent pour les aciers ferritiques ou ferritomartensitiques, qui sont particulièrement sensibles à la fragilisation par l'hydrogène, son rôle est plus controversé pour les aciers inoxydables austénitiques. Dans tous les cas, ce mode de fragilisation disparaît aux températures élevées, par exemple au-delà de 200 °C, car l'interaction de l'hydrogène avec le réseau cristallin diminue quand la température augmente et que l'hydrogène peut diffuser plus rapidement et ainsi s'échapper du métal.

### Dissolution assistée par le glissement
La dissolution assistée par le glissement est le second mécanisme de corrosion sous contrainte historiquement évoqué, à partir des années 1970[réf. nécessaire].
Ici, la contrainte induit une déformation plastique locale qui se traduit par l'émergence en surface de dislocations. Dans le cas de l'ion, ces dislocations rompent ou endommagent localement le film d'oxydes de chrome protecteur, et la corrosion s'accroît localement, le temps que le film protecteur se reconstitue (repassivation). La répétition périodique de cette séquence — lors de laquelle les émergences de dislocations se concentrent en pointe de fissure — aboutit à une propagation de la fissure par enlèvement local de matière. Un argument fort en faveur de ce mécanisme, notamment pour les alliages austénitiques, est la relation globalement linéaire observée entre la vitesse de corrosion et la vitesse de propagation des fissures quand on fait varier l'agressivité du milieu.
Cette théorie explique cependant difficilement les faciès de rupture en apparence fragiles.

### Autres mécanismes possibles, plus complexes
Des interactions entre corrosion, hydrogène et plasticité ont été plus récemment avancés[Quand ?][Qui ?][réf. nécessaire],. Une forte synergie entre les mécanismes de corrosion et ceux de déformation plastique peut se produire. Celle-ci est due à des interactions entre la déformation locale du matériau et des défauts ponctuels mobiles (hydrogène monoatomique ou lacunes) générés par la corrosion.
En 2022, après un premier bilan sur les phénomènes atypiques de fissuration par corrosion sous contrainte observés sur certaines conduites en inox 316L, du système d'injection sécurité de plusieurs types de réacteurs du parc nucléaire français (en 2021/2022, toujours en milieu radioactif près du cœur du réacteur), l'Institut de radioprotection et de sûreté nucléaire (IRSN) a réitéré auprès d'EDF une demande d'étude du rôle potentiel de l'oxygène dans ces phénomènes.

## Fissuration par corrosion sous contrainte dans les centrales nucléaires

### Parc nucléaire américain
En 1993, des données du BWROG (Boiling water reactor owner's group), issues d'observations faites aux États-Unis lors d'arrêts programmés pour rechargement, ont révélé dans les cuves de plusieurs réacteurs à eau bouillante (REB, en anglais BWR) des fissures au niveau des soudures circonférentielles de la région de la ligne de ceinture, ce dans plusieurs centrales.
Une alerte et un avis d'information (IN) 93-79 ont été publiés par la Commission de réglementation nucléaire des États-Unis (NRC) le 30 septembre 1993. En 1994, d'autres fissures circonférentielles étendues, au niveau des soudures, ont été rapportées, notamment dans la partie basse de la cuve où aucune fissuration étendue n'avait jamais été observée auparavant.
Dans la cuve du réacteur no 3 de la centrale nucléaire de Dresden et dans celle du réacteur no 1 de la centrale nucléaire de Quad Cities, ces fissures faisaient le tour de la cuve (à 360°), après plus de huit ans de fonctionnement, soit cinq cycles de chargement dans le second cas. Le BWROG a jugé l'accident de rupture peu probable, mais sans pouvoir l'exclure. Selon lui, l'opérateur devrait pouvoir détecter une désadaptation entre puissance et débit du réacteur en fonctionnement si une rupture avait lieu dans le haut du réacteur en fonctionnement. Dans sa partie basse, « le poids mort de la plus grande partie de l'ensemble du carénage supérieur pourrait être suffisant pour limiter le soulèvement du carénage, de sorte que l'écoulement de dérivation ne serait pas suffisant pour être détecté ». Par contre, une rupture de la conduite de vapeur principale ou de la conduite de recirculation, par exemple en cas de séisme, seraient problématiques car alors « les forces de levage générées peuvent être suffisantes pour élever le guide supérieur, et éventuellement affecter le support latéral des assemblages combustibles et le fonctionnement des barres de commande ». Dans le bas du réacteur, une rupture de la ligne de recirculation serait le problème le plus grave et présenterait un « risque de déplacement latéral ou un basculement de l'enveloppe susceptible d'affecter la capacité d'insérer les barres de commande et pouvant entraîner l'ouverture d'une fissure qui pourrait permettre une fuite à travers le carénage et à travers une rupture de tuyau ». Les évaluations probabilistes classent ces risques comme de faible probabilité, mais la NRC a estimé qu'il devait être mieux étudié. La NRC considère que « la fissuration à 360° du carénage est un problème de sécurité à long terme si les fissures sont suffisamment profondes et continuent à se propager ».

### Parc nucléaire français
« Malgré les précautions prises à la conception et des exigences de qualité particulièrement contraignantes, la corrosion sous contrainte (CSC) constitue un facteur important de « vieillissement » des centrales. », en particulier pour certains métaux exposés à des fluides très chauds et sous haute pression, qui dans certaines circonstances deviennent corrosifs même pour des métaux ou alliages supposés hautement résistants.

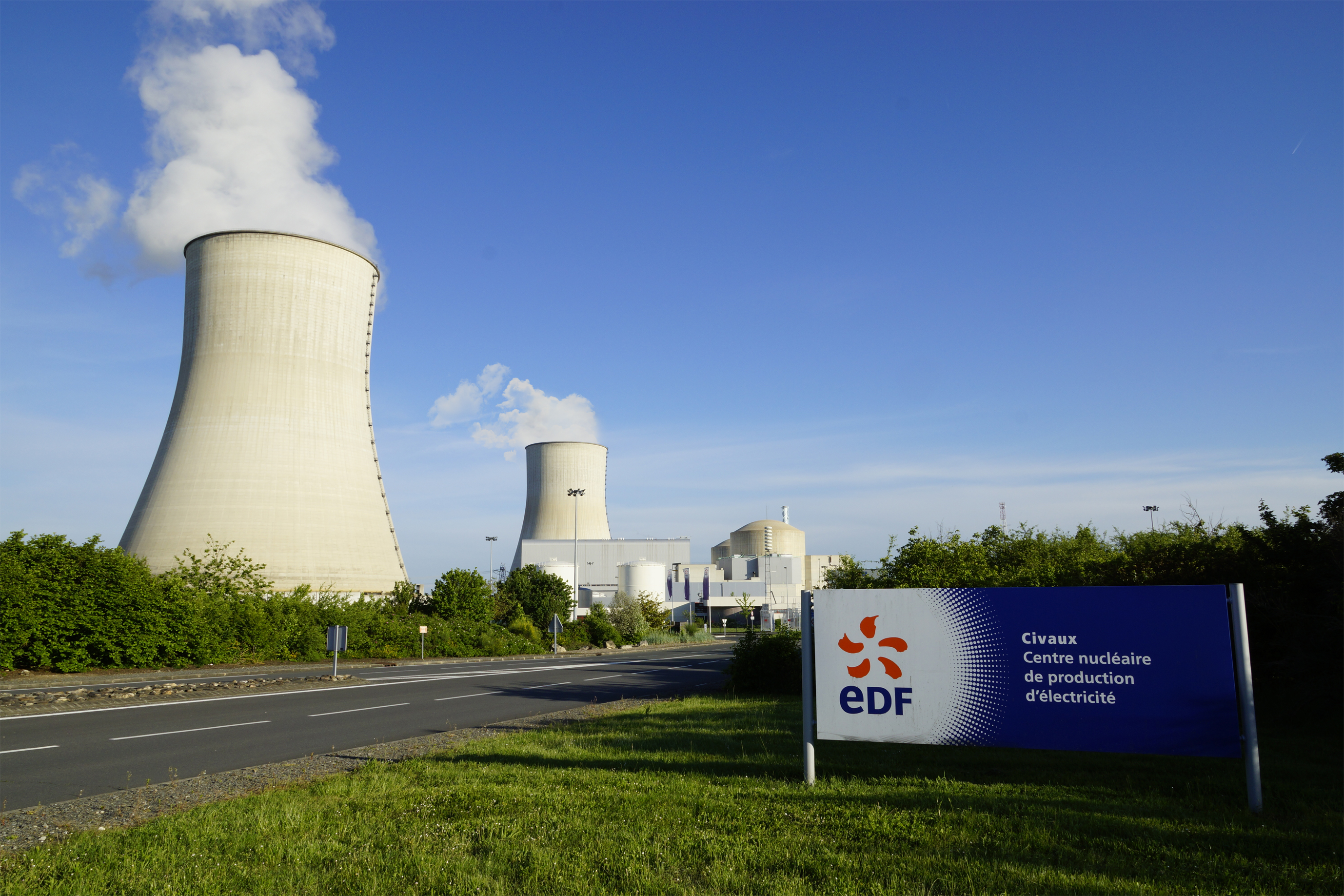
La centrale nucléaire de Civaux, où ont été détectés à l'automne 2021 les premiers problèmes de corrosion sous contrainte sur une tuyauterie de refroidissement de secours non isolable du circuit primaire d'un réacteur du palier N4 (1450 MWe).

L'exploitant EDF réduit les risques en maîtrisant la formulation chimique de l'eau ; les pièces corrodées et changées sont étudiées pour mieux comprendre les causes de cette CSC, adapter la maintenance et proposer des moyens adaptés de remédiation tout en conservant un bon niveau de sûreté.

#### Cas de l'Inconel 600
Dans le circuit primaire des réacteurs nucléaires (notamment dans les générateurs de vapeur), on a d'abord utilisé l'inox 18/10. Dans cet environnement très agressif, il s'est montré trop vulnérable à la fissuration par corrosion sous contrainte (surtout dans le milieu parfois chloruré et oxygéné de secteurs confinés du circuit secondaire). Cet inox a donc été remplacé, à partir des années 1970, par un alliage de nickel encore plus résistant, l'« Alliage 600 », qui s'est lui aussi avéré parfois vulnérable à la fissuration par corrosion sous contrainte, comme d'autres alliages à base de nickel.
Le comportement de l'alliage 600 (ou Inconel 600) (NiCr15Fe, constitué de 15 % de nickel et 10 % de chrome) a été le plus étudié,. « Environ 80 % de la surface métallique du circuit primaire est composée d'alliages inoxydables de type Fe-Ni-Cr ; utilisés en raison de leur aptitude à résister à la corrosion. L'alliage 600 est un de ces alliages présents sous forme tubulaire ou massive ».

#### Cas des gaines de zirconium des crayons combustibles
Une autre crainte est celle de ruptures par corrosion sous contrainte (CSR) de l'alliage constituant les gaines de crayons combustibles exposée aux produits de fission lors d'un entreposage de longue durée des assemblages combustibles usés. En particulier, l'iode radioactif est « considéré comme l'une des causes possibles de perte d'intégrité [des crayons de combustible]. Mise en évidence lors de rampes de puissance, la CSC du gainage par l'iode est principalement étudiée dans le cadre de l'amélioration de la manœuvrabilité des tranches REP ». La contrainte mécanique est a priori réduite lors du stockage, ce qui laisse espérer une faible propagation au stade lent intergranulaire. Mais les aspects radiochimiques CSC, « peu pris en compte dans la plupart des études en service, pourraient devenir critiques lors de l'entreposage ». Les interactions iode-zirconium et la disponibilité de l'iode dans le crayon combustible lors de l'entreposage font l'objet d'études.

#### Cas de l'inox 316L
Les suivis décennaux et le retour d'expérience fait par EDF sur son parc de réacteurs à eau sous pression (REP) montrent que des éléments en acier inoxydable 316L écrouis du circuit primaire des réacteurs (ex. : cannes chauffantes de pressuriseurs, épingles de thermocouples et - dans un cas - partie d'une canalisation du Réseau d'injection de sécurité (RIS) qui avait anormalement perdu une partie de son contenu en eau, exposant alors les parois internes du tuyau à de l'oxygène) ont été fragilisés par des fissurations par corrosion sous contrainte.
On appelle « transitoires oxygènes » des phases lors desquelles le fluide circulant dans une tuyauterie peut momentanément contenir des espèces chimiques oxygénées,. Ces phases étaient connues comme pouvant théoriquement accélérer, et peut-être parfois induire, une corrosion sous contrainte, mais elles ont longtemps été peu étudiées. En 2015, une publication porte sur les résultats d'essais de fissuration par corrosion sous contrainte, conduits par le CEA, MINES ParisTech, PSL Research University, le MAT - Centre des matériaux, CNRS MAT et l'IRSN avec le CEFRACOR (Centre français de l'anticorrosion), sur des échantillons d'inox (écrouis ou non), contraints par traction et placés dans des conditions simulant un contact avec le milieu nominal (eau) plus ou moins aéré par des injections d'oxygène, sachant que l'eau circulant dans le circuit primaire est « pure, désaérée et hydrogénée, additionnée de Li et B, circule à 150 bars de pression et avec une température de 290-340 °C). Le comportement des oxydes de surface, des pénétrations (joints de grains, bandes de glissement…) » et des fissurations a ensuite pu être étudié en laboratoire et corrélé aux champs microstructuraux (obtenus par EBSD) et aux champs de déformation (observée par l'imagerie numérique),.
En 2021 et 2022, des phénomènes de corrosion sous contrainte d'un type nouveau et préoccupant sont détectés au voisinage de soudures sur les tuyaux d'injection d'eau de refroidissement de secours des circuits primaires de plusieurs réacteurs nucléaires d'EDF,,,,. Ce phénomène d'apparition de corrosion sous contrainte sur les tuyauteries et coudes touchés (fabriqués en acier inoxydable de type 316L), est sérieux, inattendu et « inédit », rapporte Cédric Lewandowski à l'Office parlementaire d'évaluation des choix scientifiques et technologiques (OPECST) au Sénat. Ce caractère inédit à cette échelle dans le parc nucléaire mondial fait qu'EDF ne dispose pas de retours d'expérience pour un travail difficile car en milieu dosant, proche du cœur du réacteur, où les ouvriers ne peuvent travailler qu'un temps limité.
La CSC de l'acier inoxydable austénitique semble ne survenir qu'en milieu primaire (cœur) de certains réacteurs à eau pressurisée (REP), dans deux circuits : système d'injection de sécurité (RIS) et système de refroidissement du réacteur à l'arrêt (RRA). Dans un avis, le Groupe permanent d'experts pour les équipements sous pression nucléaires (GP ESPN) réuni les 22 et 23 septembre 2022, avec la participation de membres du Groupe permanent pour les réacteurs nucléaires (GPR) en octobre 2022, considère que les défauts observés relèvent d'une anomalie générique, qui concerne « des composants considérés comme techniquement remplaçables ou réparables et qu'un scénario de rupture totale d'un circuit RIS ou RRA est couverte par la démonstration de sûreté, tant au titre de la capacité de refroidissement du cœur que de la maîtrise de la réactivité. De même, des situations enveloppes — sur le plan thermomécanique — de la rupture d'un des circuits affectés par ces fissurations sont postulées dans les dossiers de référence réglementaires des équipements sous pression », mais que « l'anomalie rencontrée est susceptible d'affecter simultanément plusieurs circuits RIS et RRA d'un même réacteur, ce qui va au-delà des hypothèses prises dans la démonstration de sûreté » (en effet « plusieurs circuits d'un même réacteur et plusieurs réacteurs d'un même palier sont concernés »).
Par mesure de précaution, plusieurs réacteurs du parc nucléaire français (paliers N4 et P'4 de 1 450 et 1 300 MWe de puissance électrique respective) ont été mis à l'arrêt (centrales de Civaux, de Chooz et de Penly)[source insuffisante], contribuant à l'augmentation des prix de l'énergie observée durant cette période,,.
Les premières « indications » (indices) de fissuration par corrosion sous contrainte ont été en France mises en évidence par examen non destructif (END), des contrôles in situ effectués par radiographie industrielle et des contrôles par ultrasons destinés à repérer d'éventuels effets de « fatigue thermique » sur les tuyauteries concernées (dans le cas présent : tuyauteries du système auxiliaires (aussi dit « circuit d'injection de sécurité », « CIR » ou « RIS ») du circuit primaire principal), dans le réacteurs no 1 de la centrale de Civaux, à l'occasion de la visite décennale de la centrale). Selon Cédric Lewandowski (EDF), « La portion de tuyauterie où sont détectées ces indications est celle qui est directement connectée au circuit primaire, avant le premier organe d'isolement, c'est-à-dire avant la première vanne de ce circuit ». Ces tuyaux d'environ 30 cm de diamètre ont une épaisseur de métal de 3 cm et une longueur moyenne d'environ une dizaine de mètres.
Cette corrosion « clairement ne correspond pas à de la fatigue thermique […] et il s'agit de fissures significatives puisqu'elles font 5 à 6 mm de profondeur sur toute la circonférence de la tuyauterie (…) elles se sont développées dans le métal à proximité des soudures (…) nous comprenons alors que ce n'est pas seulement le palier N4 qui est concerné, mais l'ensemble du parc nucléaire français qui est potentiellement concerné. Nous sommes donc bien confrontés à un défaut générique ». Après confirmation du problème sur certains des tronçons déposés, par des analyses métallurgiques faites par le laboratoire LIDEC d'EDF situé à Chinon,,,, une évaluation plus large du parc français a été faite, qui conduira EDF à arrêter sept autres réacteurs pour des réparations (soit 12 réacteurs concernés fin 2022).
Concernant les procédés de réparation, Cédric Lewandowski a précisé devant l'OPECST (2022) qu'ils reposaient « sur des modes opératoires semblables à ceux utilisés à l'origine, principalement parce que ces procédés ont alors fait l'objet d'une qualification et que, évidemment, en si peu de temps, il serait impossible de qualifier de nouveaux procédés. Néanmoins nous apportons des améliorations sensibles, et surtout nos allons continuer à travailler dans ce sens là » ; une solution provisoire pour parer aux urgences pourrait être le « manchonnage » des parties de tuyauteries endommagée, si l'ASN l'accepte, en attendant une phase d'analyse et de complète réparation qui prendra plusieurs années.

## Moyens de remédiation et de prévention

### Remédiation
À ce jour, on ne connaît pas d'autre moyen de remédiation que la dépose des pièces fissurées et leur remplacement par des pièces neuves.
En Amérique du Nord, le manchonnage est une solution autorisée à certaines conditions, mais il ne l'est pas en France car il ne permet plus de suivre l'évolution des fissures.

### Prévention
La prévention passe d'abord par le soin apporté au choix et à la fabrication des métaux et à la qualité des soudures.
Dans les principaux types de réacteurs à eau légère avec réfrigérant sous pression (REP, VVER et réacteurs nucléaires de propulsion marine), plusieurs réactifs chimiques se sont montrés capables, en conditions de fonctionnement transitoires de l'installation, de désintégrer ou de dissoudre certains dépôts de produits de corrosion du circuit primaire. Le réactif doit ne pas « violer la chimie de l'eau du liquide de refroidissement et assurer l'élimination efficace des dépôts de produits de corrosion et la validation expérimentale de leur utilisation ». Dans les réacteurs de type VVER, l'hydrazine peut être utilisée ; dans les réacteurs de la marine, l'hydrazine et l'ammoniac sont utilisés, qui présentent cependant le risque de formation de bonaccordite (Ni2FeBO5) sur la surface des assemblages de crayons de combustibles par ébullition du caloporteur, lors de l'épuration du circuit primaire des dépôts de produits de corrosion en régime transitoire dans les REP. Pour éviter cela, il a été proposé d'ajuster la chimie de l'eau du fluide primaire pour lui conserver un pH de 7,4 durant le fonctionnement du réacteur.
Selon l'étude de chercheurs russes en 2021 portant sur l'influence mutuelle des méthodes d'élimination des dépôts de produits de corrosion en régime transitoire de fonctionnement des réacteurs nucléaires et de la technologie d'injection de zinc dans le circuit primaire, les solutions technologiques proposées peuvent se compléter et, malgré des applications généralisées de la technologie d'injection de zinc, les méthodes de purification restent toujours d'actualité dans des conditions transitoires de fonctionnement du réacteur.

## Fissuration par corrosion sous contrainte dans le secteur pétrogazier
Au milieu des années 1990, l'ingénieur Stéphane Sainson, en continuité de ses travaux sur l'évaluation in situ des contraintes subies par les pipelines (racleur instrumenté ou Inertial Geometry Smart Pig), soumet au ministère français de l'Industrie un projet de détection original[évasif] en relation direct avec les problèmes de corrosion sous contrainte, qui n'est pas retenu,[source secondaire souhaitée].

## Matériaux non métalliques

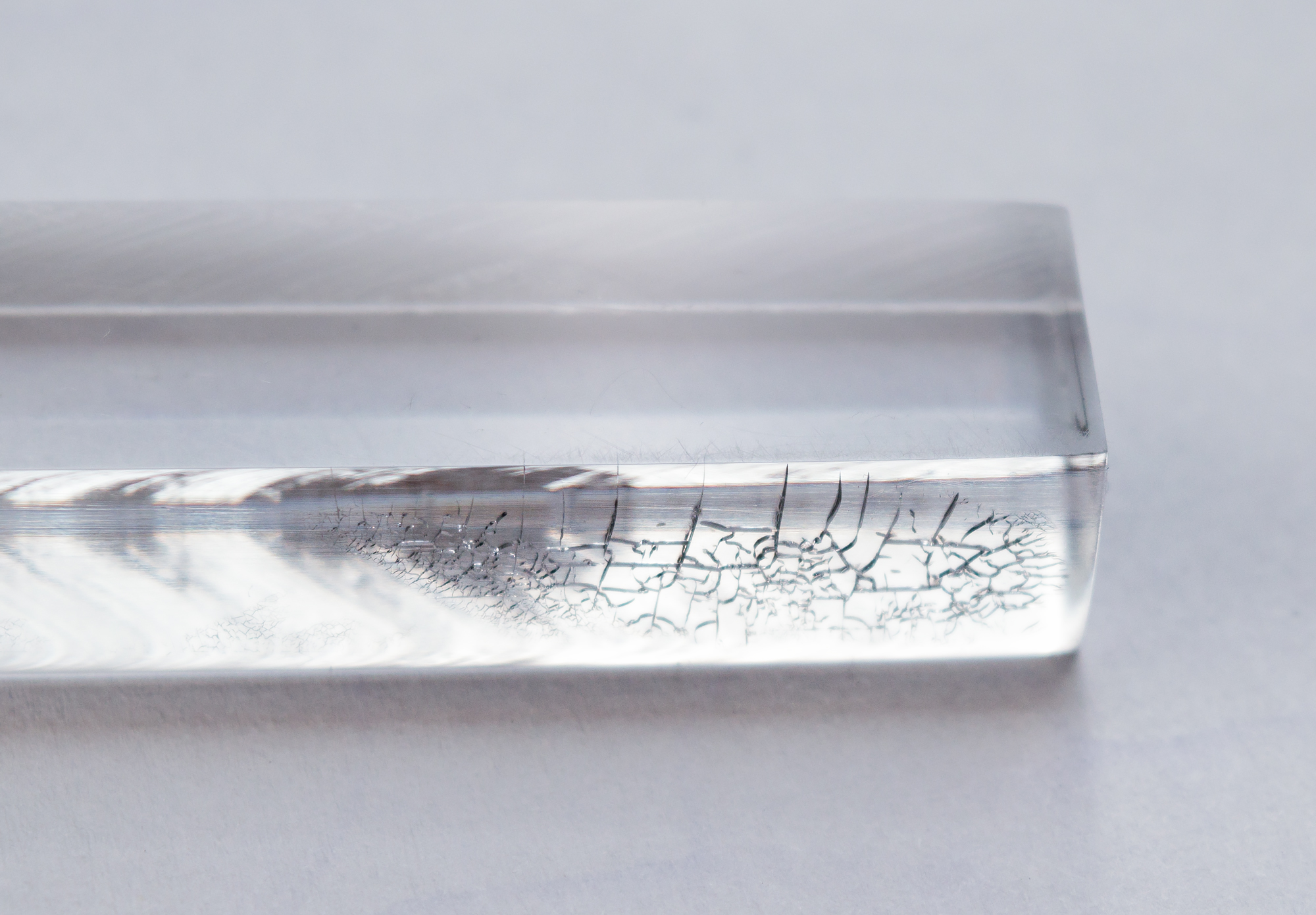
Morceau de PMMA (polyméthacrylate de méthyle, plexiglass) montrant un exemple typique de fissuration sous contrainte environnementale (environmental stress cracking, ESC).

Hormis les métaux et les alliages, d'autres matériaux non métalliques comme les polymères, les céramiques et le verre sont parfois également susceptibles de présenter de la fissuration sous contrainte environnementale. Les mécanismes en œuvre sont différents mais impliquent tous la présence de contraintes mécaniques en traction. Ces phénomènes de dégradation de matériaux non métalliques sous contrainte sont repris sous l'appellation de environmental stress cracking (en) (ESC) en anglais, distincts de la corrosion sous contrainte des métaux.